# 本願寺小樽別院
本願寺小樽別院（ほんがんじおたるべついん）は北海道小樽市にある浄土真宗の寺院である。

## 境内
- 本堂
- 会館 - 寺務所
- 納骨堂
- 鐘楼堂
- 親鸞聖人像

### 説教所
- 奥沢説教所 - 小樽市奥沢3丁目7番16号[1]
- 新光説教所 - 小樽市新光1丁目31番14号[1]
- 若竹説教所 - 小樽市若竹町5番2号[1]

## 歴史
主に公式サイトによる。
蝦夷地では長らく松前藩の政策により、本願寺派（西本願寺）の布教・信仰は禁じられていた。1857年、陸奥願乗寺出身で箱館開拓に尽力していた堀川乗経や当時の門主広如の幕府への働きかけにより、蝦夷地での本願寺派の布教が許可される。
公許を得たことにより1858年、小樽郡の新地町に願乗寺を建立。同じ頃に箱館にも乗願寺が建立される。1874年、小樽新地町の願乗寺を現在地の若松町に移す。さらに1877年には「本願寺小樽別院」と公称する。
1912年には松井組により現在の本堂が完成し、今日まで後志、胆振、宗谷の寺院や門信徒によって護持される。